# Sant’Arcangelo
Sant’Arcangelo, auch San Arcangelo, ist eine süditalienische Gemeinde in der Provinz Potenza in der Region Basilikata mit 5955 Einwohnern (Stand: 31. Dezember 2023).

## Geographie
Der Ort liegt auf einer Höhe von 388 Metern. Das Gemeindegebiet umfasst eine Fläche von 89,1 km². Die Nachbargemeinden sind Aliano (MT), Colobraro (MT), Roccanova, Senise, Stigliano (MT) und Tursi (MT). Sant’Arcangelo grenzt an die Provinz Matera.

## Persönlichkeiten
- Decio Scardaccione (1917–2013), Politiker und Wirtschaftswissenschaftler
- Michele Kardinal Giordano (1930–2010), Erzbischof von Neapel
- Vito De Filippo (* 1963), Politiker